# 蕊帽忍冬
蕊帽忍冬（学名：Lonicera pileata）是忍冬科忍冬属的植物，为中国的特有植物。分布在中国大陆的云南、湖南、贵州、广西、广东、四川、陕西、湖北等地，生长于海拔350米至2,200米的地区，多生长在疏林中、潮湿处、山谷水边沙滩上和山坡灌丛中，目前尚未由人工引种栽培。

## 异名
- Lonicera pileata Oliv. var. linearis Rehd.